# Alpinia pubiflora
Espèce
Classification phylogénétique
Alpinia pubiflora  est une espèce de plantes à fleurs du genre Alpinia de la famille des Zingiberaceae. C'est une plante herbacée vivace originaire de Papouasie-Nouvelle-Guinée, de l'île du Millénaire, et des Philippines.
En 1904, Karl Moritz Schumann, botaniste allemand, en fait la description en latin dans le journal botanique Das Pflanzenreich édité par le botaniste allemand Adolf Engler.  Volume IV. 46, cahier 20 de 1904, page 313.